# Giovanni Alfero
Giovanni Angelo Alfero (Roddi, 6 febbraio 1888 – Genova, 1962) è stato un germanista italiano.
Professore universitario dal 1925, insegnò per lungo tempo a Genova lingua e letteratura tedesche.
Dal 15 marzo 1944 al 31 maggio 1945 fu rettore dell'Università di Genova durante il periodo della Repubblica Sociale Italiana fino a poco dopo la sua caduta.

## Opere
- Novalis e il suo Heinrich von Ofterdingen (1916)
- La lirica di Storm (1924)
- Adalbert von Chamisso (1924)
- T. Storm novelliere (1928)
- Friedrich Schiller. I drammi della giovinezza (1929)